# McPherson (Kansas)
McPherson è una città statunitense nello stato del Kansas, Contea di McPherson, della quale è il capoluogo.
Fu fondata nel 1872 da 12 membri della McPherson Town Company.
Prese il nome dal generale dell'Unione James B. McPherson.